# Liste de séismes en Chine
Voici une liste de séismes qui se sont produits en Chine.
En raison du grand nombre de séismes qu'on y retrouve, les séismes au Sichuan sont recensés dans un article distinct.
| Date                     | Article                                                         | Épicentre                                                    | Magnitude    | Décès    | Description |
| ------------------------ | --------------------------------------------------------------- | ------------------------------------------------------------ | ------------ | -------- | --- |
| 27 septembre 1290        | séisme de 1290 de Chihli (en)                                   | 41° 30′ N, 119° 18′ E xian de Ningcheng, Mongolie-Intérieure | 6,8 Ms (en)  | ~100 000 | |
| 25 septembre 1303        | tremblement de terre au Shaanxi                                 | inconnu Shanxi                                               | 8,0 ML       | 200 000+ | |
| 8 septembre 1337         | tremblement de terre de Huailai                                 | 40° 24′ N, 115° 42′ E Hebei/Beijing                          | 6,5 MS       |          | |
| 23 janvier 1556          | séisme de 1556 au Shaanxi                                       | 34° 30′ N, 109° 18′ E Shaanxi                                | 8,0 MW       | 800 000+ | Le plus meurtrier de tous les temps. |
| 25 juillet 1668          | séisme de 1668 au Shandong                                      | 35° 18′ N, 118° 36′ E Linyi, Shandong                        | 8,5 MW       | 50 000+  | C'est le séisme le plus fort de Chine de l'Est est le deuxième plus fort de Chine. |
| 1er juin 1786            | Séisme de 1786 de Kangding-Luding (en),                         | inconnu Sichuan                                              | 7,75 ML      | 100 000+ | Le tremblement de terre a causé un glissement de terrain qui a formé un barrage de boue sur la rivière Dadu. Dix jours plus tard, le barrage s'est brisé et a entraîné une coulée de boue qui aurait fait plus de 100 000 morts. |
| 1er juillet 1879         | Séisme de 1879 du Gansu (en)                                    | 33° 12′ N, 104° 42′ E Gansu                                  | 8,0 Ms       | 22 000   | |
| 16 décembre 1920         | séisme de 1920 au Haiyuan                                       | 36° 30′ N, 105° 42′ E xian de Haiyuan, Ningxia               | 7,8 ML       | 234 117  | Quatrième séisme le plus meurtrier de tous les temps. |
| 16 mars 1925             | Séisme de 1925 à Dali (en)                                      | 25° 42′ N, 100° 24′ E Dali, Yunnan                           | 7,0 Ms       | 5 000    | |
| 22 mai 1927              | Séisme de 1927 au Gulang                                        | 37° 23′ N, 102° 19′ E xian de Gulang, Gansu                  | 7,6 Mw       | 40 900   | |
| 10 août 1931             | Séisme de 1931 au Fuyun (en)                                    | 47° 06′ N, 89° 48′ E xian de Fuyun, Xinjiang                 | 8,0 Mw       | inconnu  | |
| 25 décembre 1932         | Séisme de 1932 à Changma (en)                                   | 39° 42′ N, 96° 42′ E                                         | 7,6 Ms       | 275      | |
| 25 août 1933             | Séisme de 1933 à Diexi                                          | 32° 00′ N, 103° 42′ E xian de Mao, Sichuan                   | 7,5 MS       | 9 000    | |
| 15 août 1950             | Séisme de 1950 en Assam et au Tibet                             | inconnu Rima, xian de Zayü, Tibet                            | 8,6          | 1 526    | |
| 23 septembre 1955        | Séisme de 1955 à Yuzha (en)                                     | inconnu                                                      | 6,8 MS       | 728      | |
| 8 mars 1966              | Séisme de 1966 à Xingtai (en)                                   | 37° 04′ N, 114° 29′ E Xingtai, Hebei                         | 7,2          | 8 064    | |
| 4 janvier 1970           | séisme de 1970 à Tonghai                                        | inconnu xian de Tonghai, Yunnan                              | 7,3 MS       | 15 621   | |
| 6 février 1973           | séisme de 1973 à Luhuo                                          |                                                              | 7,5 MS       | 2 175    | |
| 10 mai 1974              | séisme de 1974 au Zhaotong                                      | 28° 12′ N, 104° 00′ E Zhaotong, Yunnan                       | 6,8          | 20 000   | |
| 4 février 1975           | Séisme de 1975 à Haicheng (en)                                  | inconnu Haicheng, Liaoning                                   | 7,3 MS       | 1 328    | Plusieurs vies ont pu être sauvées grâce à des sismologues ayant prévu le séisme le jour précédent. |
| 28 juillet 1976          | séisme de 1976 à Tangshan                                       | inconnu Tangshan, Hebei                                      | 7,5 MW       | 242 419  | Troisième séisme le plus meurtrier de tous les temps. |
| 16 août 1976             | Séisme de 1976 à Songpan-Pingwu (en)                            | inconnu Sichuan                                              | 7,2 MS       | 41       | |
| 14 février 1980          | séisme de 1980 au Yecheng                                       | 36° 24′ N, 76° 54′ E                                         | 6,0 MB       | inconnu  | |
| 23 janvier 1981          | Séisme de 1981 à Dawu (en)                                      | 30° 56′ N, 101° 06′ E                                        | 6,8 ML       | 150+     | |
| 3 février 1996           | Séisme de 1996 à Lijiang (en)                                   | inconnu Lijiang, Yunnan                                      | 7,0 MS       | 200      | |
| 14 novembre 2001         | Séisme de 2001 à Kulun (en)                                     | 36° 07′ N, 90° 32′ E Qinghai                                 | 7,8 MW       | aucun    | |
| 24 février 2003          | Séisme de 2003 à Bachu (en)                                     | 39° 37′ N, 77° 14′ E xian de Maralbexi, Xinjiang             | 6,3 MW       | 261      | |
| 26 novembre 2005         | Séisme de 2005 au Ruichang (en)                                 | 29° 39′ 25″ N, 115° 43′ 01″ E Ruichang, Jiangxi              | 5,2 - 5,7 MS | 14       | |
| 22 juillet 2006          | Séisme de 2006 à Yanjin (en)                                    | 27° 59′ 31″ N, 104° 12′ 54″ E Yunnan                         | 5,2 MW       | 19       | Le séisme a endommagé des chemins de fer, dont la ligne Neijiang-Kunming. |
| 12 mai 2008              | séisme de 2008 au Sichuan                                       | 31° 01′ 16″ N, 103° 22′ 01″ E xian de Wenchuan, Sichuan      | 7,9 MW       | 68 712   | Le séisme le plus meurtrier en Chine depuis celui de Tangshan en 1976 et le plus fort depuis celui de Chayu en 1950. Les préfectures de Mianyang, Ngawa, Deyang, Guangyuan et Chengdu seraient celles où on a enregistré le plus de décès. La plupart des édifices des contrées rurales se seraient effondrés. Au moins 4,8 millions de personnes se seraient retrouvées sans logis. Plusieurs routes du Wenchuan ont été endommagées, retardant l'arrivée des secours. |
| 30 août 2008             | Séisme de 2008 à Panzhihua (en)                                 | 26° 12′ N, 101° 54′ E Sichuan                                | 5,7 MW       | 41       | |
| 19 août-3 septembre 2008 | Séisme de 2008 au Yingjiang (en)                                | 24° 54′ N, 97° 48′ E Yunnan                                  | 4,1 à 5,9 MS | 5        | |
| 25 janvier 2009          | Séisme de 2009 au Xinjiang (en)                                 | 43° 18′ N, 80° 54′ E Xinjiang                                | 5,0 MW       | inconnu  | |
| 14 avril 2010            | séisme de 2010 de Yushu                                         | 33° 18′ N, 96° 42′ E Yushu (Qinghai)                         | 6,9 MW       | 2 698    | |
| 10 mars 2011             | séisme de 2011 dans le Yunnan                                   | 24° 42′ 36″ N, 97° 59′ 38″ E xian de Yingjiang, Yunnan       | 5,4 MW       | 26       | |
| 28 mai 2012              | Séisme de 2012 au Tangshan (en)                                 | inconnu Hebei                                                | 4,8 Mw       | aucun    | |
| 30 juin 2012             | Séisme de 2012 de Xinjiang (en)                                 | 43° 34′ N, 84° 45′ E Xinjiang                                | 6,3 MW       | inconnu  | |
| 7 septembre 2012         | Séisme de 2012 au Yunnan (en)                                   | 27° 34′ 55″ N, 103° 59′ 24″ E xian de Yiliang, Yunnan        | 5,6 MW       | 81+      | |
| 3 mars 2013              | séisme de 2013 au Yunnan                                        | 25° 55′ 08″ N, 99° 43′ 30″ E Dali, Yunnan                    | 5,5 MW       | 0        | On compterait 30 blessés, dont 3 graves, ainsi que 2 500 maisons endommagées dont 700 détruites. |
| 20 avril 2013            | Séisme de 2013 (en)                                             | 30° 17′ 02″ N, 102° 57′ 22″ E xian de Lushan, Sichuan        | 6,9          | 261      | |
| 31 août 2013             | Séisme de 2013 au Yunnan (en)                                   | 28° 13′ 12″ N, 99° 20′ 35″ E Dêqên, Yunnan                   | 5,8 MW       | 5        | Selon le Centre d'information sismique de Chine, cinq personnes sont mortes et 17 ont été blessées dans les xians de Shangri-La et Deqen. Le tremblement de terre a endommagé 55 500 résidences et détruit 600 d'entre elles. Environ 9 000 personnes ont dû se reloger. |
| 24 mai 2014              | Séisme de 2014 au Yingjiang (en)                                | 25° 00′ N, 97° 48′ E xian de Yingjiang, Yunnan               | 5,6 MW       | aucun    | 9 412 maisons ont été détruites et environ 8 000 personnes ont été évacuées. |
| 3 août 2014              | séisme de 2014 dans le Yunnan                                   | 27° 14′ 42″ N, 103° 25′ 37″ E xian de Ludian, Yunnan         | 6,1 MW       | 367      | 1 881 personnes ont été blessées. |
| 22 janvier 2024          | séisme de 2024 à la frontière entre la Chine et le Kirghizistan | Xinjiang                                                     | 7,0 MW       | inconnu  | au moins 50 personnes blessées. |